# Sommer-Paralympics 2012/Teilnehmer (Neuseeland)
| stlisierte Goldmedaille | stlisierte Silbermedaille | stlisierte Bronzemedaille |
| ----------------------- | ------------------------- | ------------------------- |
| 6                       | 7                         | 4                         |

Neuseeland entsendete zu den Paralympischen Sommerspielen 2012 in London eine aus 24 Sportlern bestehende Mannschaft – 13 Frauen und 11 Männer.

## Teilnehmer nach Sportart

### Leichtathletik
Frauen
- Holly Robinson

Männer
- Peter Martin
- Tim Prendergast

### Radsport
Frauen:
- Phillipa Gray
- Susan Reid
- Fiona Southorn
- Laura Thompson

Männer:
- Chris Ross
- Nathan Smith

### Reiten
Frauen:
- Anthea Gunner
- Rachel Stock

### Rudern
Männer:
- Danny Mcbride

### Segeln
Frauen:
- Jan Apel

Männer:
- Tim Dempsey
- Paul Francis

### Schießen
Männer:
- Michael Johnson

### Schwimmen
Frauen
- Rebecca Dubber
- Mary Fisher
- Nikita Howarth
- Aine Kelly-Costello
- Sophie Pascoe

Männer
- Daniel Holt
- Cameron Leslie
- Daniel Sharp